# Смарде (остановочный пункт)
Сма́рде (латыш. Smārde) — остановочный пункт в селе Смарде Тукумского края на электрифицированной линии Торнякалнс — Тукумс II.  Здесь останавливаются все электропоезда маршрутов Рига — Тукумс I и Рига — Тукумс II.

## История
Станция Смарде строилась вместе с линией Рига — Тукумс и была открыта в 1877 году. Тогда станция имела 3 пути и грузовую рампу. Первоначальное пассажирское здание не сохранилось. Существующее в наши дни здание построено в 1930 году. После электрификации линии станция получила два пути с контактной подвеской, так что электропоезда могли разъезжаться здесь. В 1980-х годах станция переоборудована в остановочный пункт, неиспользуемые пути демонтированы в 1990-х годах.
Расстояние до станции Рига-Пассажирская — 51 км.